# Черният казан
„Черният казан“ (на английски: The Black Cauldron) е американски анимационен филм от 1985 г., продуциран от „Уолт Дисни Продъкшънс“ във връзка със „Силвър Скрийн Партнърс II“ и е пуснат от „Уолт Дисни Пикчърс“. Като 25-ият анимационен филм на Дисни, той е свободно базиран на първите две книги The Chronicles of Prydain от Лойд Александър, поредица от пет романа от уелската митология.
Филмът е режисиран от Тед Бърман и Ричард Рич, които режисираха предишния анимационен филм на Дисни – „Лисицата и хрътката“ (1981), и е първият анимационен филм на Дисни, който е записан в „Долби Стерео“. Озвучаващият състав се състои от Грант Бардсли, Сюзън Шеридан, Фреди Джоунс, Найджъл Хоторн, Артър Малет, Джон Байнър, Фил Фондакаро и Джон Хърт. Разказвач на филма е известният актьор и режисьор Джон Хюстън.
Това е първият анимационен филм на „Дисни“, който получава рейтинга PC, както и първият анимационен филм на „Дисни“, който включва компютърно-генерирано изображение. Филмът е разпространен по кината чрез „Буена Виста Диструбюшън“ със смесени отзиви.

## В България
В България филмът е излъчен многократно по HBO през 2017 г., преведен като „Черният котел“ с български войсоувър дублаж, записан в „Доли Медия Студио“. Екипът се състои от:
| Преводач            | Станислава Първанова                                                           |
| Озвучаващи артисти  | Мина Костова Иван Велчев Явор Караиванов Светломир Радев Константин Каракостов |
| Тонрежисьор         | Радослав Младенов                                                              |
| Режисьор на дублажа | Йоанна Микова                                                                  |